# Younes Bakiz
Younes Bakiz (Roskilde, 5 febbraio 1999) è un calciatore danese, attaccante del Silkeborg.

## Carriera
Cresciuto nel settore giovanile del Roskilde, esordisce in prima squadra il 29 luglio 2018, disputando l'incontro di 1. Division perso per 5-2 contro l'HB Køge.
Nel 2020 si trasferisce al Viborg.

## Statistiche

### Presenze e reti nei club
Statistiche aggiornate al 25 luglio 2022.
| Stagione        | Squadra         | Campionato      | Campionato | Campionato | Coppe nazionali | Coppe nazionali | Coppe nazionali | Coppe continentali | Coppe continentali | Coppe continentali | Altre coppe | Altre coppe | Altre coppe | Totale | Totale |
| Stagione        | Squadra         | Comp            | Pres       | Reti       | Comp            | Pres            | Reti            | Comp               | Pres               | Reti               | Comp        | Pres        | Reti        | Pres   | Reti   |
| --------------- | --------------- | --------------- | ---------- | ---------- | --------------- | --------------- | --------------- | ------------------ | ------------------ | ------------------ | ----------- | ----------- | ----------- | ------ | ------ |
| 2018-2019       | Roskilde        | 1D              | 15         | 4          | CD              | 2               | 0               |                    | -                  | -                  |             | -           | -           | 17     | 4      |
| 2019-2020       | Roskilde        | 1D              | 24         | 7          | CD              | 2               | 2               |                    | -                  | -                  |             | -           | -           | 26     | 9      |
| Totale Roskilde | Totale Roskilde | Totale Roskilde | 39         | 11         |                 | 4               | 2               |                    | -                  | -                  |             | -           | -           | 43     | 13     |
| 2020-2021       | Viborg          | 1D              | 13+7       | 1+1        | CD              | 1               | 1               |                    | -                  | -                  |             | -           | -           | 21     | 3      |
| 2021-2022       | Viborg          | SL              | 17+11      | 3+0        | CD              | 0               | 0               |                    | -                  | -                  |             | -           | -           | 27     | 3      |
| 2022-2023       | Viborg          | SL              | 0          | 0          | CD              | 0               | 0               | UECL               | 0                  | 0                  |             | -           | -           | 0      | 0      |
| Totale carriera | Totale carriera | Totale carriera | 87         | 16         |                 | 5               | 3               |                    | 0                  | 0                  |             | -           | -           | 92     | 19     |

## Palmarès

### Club

#### Competizioni nazionali
- 1. Division: 1

Viborg: 2020-2021